# 유호 쿠스티 파시키비
유호 쿠스티 파시키비(핀란드어: Juho Kusti Paasikivi [ˈjuɦo ˈkusti ˈpɑːsiˌkiʋi][*], 1870년 11월 27일 ~ 1956년 12월 14일)는 핀란드의 정치인 및 실업가이다. 그는 처음으로 소련과 외교 관계를 맺어 활약하였다. 러시아 제국의 국회 의원, 재무상, 스웨덴 대사, 소련 대사 등을 지냈다. 제2차 세계대전이 일어나자 1944년에 소련과의 강화를 혼자 이루어 놓았다. 그 후 1946년 대통령에 취임하였고, 1950년에 재선되어 1956년까지 재임했다.

## 생애
1890년 헬싱키 대학교에 입학했으며 1892년 러시아어 및 러시아 문학 학사 학위를 받았다. 1902부터 1903년까지 헬싱키 대학교에서 법학과 교수로 근무했다. 핀란드 대공국 의회의 핀란드당 소속 의원(1907년 ~ 1909년, 1910년 ~ 1913년)과 내각 재무장관(1908년 ~ 1909년)을 역임했지만 1909년 러시아 제국이 핀란드에 러시아화 정책을 시행한 것에 대한 항의의 표시로 사임했다.
1914년 제1차 세계 대전이 발발한 뒤부터 모든 공직에서 물러났다. 1914년부터 1934년까지 핀란드 국립주식은행(Kansallis-Osake-Pankki) 행장을 역임했고 1915년부터 1918년까지 헬싱키 시 의회 의원을 역임했다. 1918년 5월 27일부터 11월 27일까지 핀란드의 총리를 역임하는 동안 독일 제국의 지원을 통해 핀란드에 입헌군주제를 도입하려고 노력했지만 독일 제국이 제1차 세계 대전에서 패전하면서 무산되고 만다.
1936년 스웨덴 스톡홀름 주재 핀란드 대사로 임명되었으며 1940년에는 소련 모스크바 주재 핀란드 대사로 임명되었다. 겨울 전쟁에서는 소련과의 평화 협상을 주장했지만 1941년 핀란드가 나치 독일을 지지하자 사임했다.
1944년 11월 17일부터 1946년 3월 9일까지 핀란드의 총리를 역임하는 동안 핀란드가 소련과의 우호 관계를 유지하겠다는 약속을 받아냈다. 1946년 3월 11일부터 1956년 3월 1일까지 핀란드의 대통령을 역임하는 동안 소련과의 마찰을 피하는 중립적인 외교 정책을 펼쳤다. 1956년에는 소련이 임차했던 포르칼라(Porkkala) 해군 기지를 반환받았다.

## 역대 선거 결과
| 선거명      | 직책명          | 대수 | 정당       | 1차 득표율 | 1차 득표수 | 2차 득표율 | 2차 득표수 | 3차 득표율 | 3차 득표수 | 결과 | 당락 |
| ----------- | --------------- | ---- | ---------- | ---------- | ---------- | ---------- | ---------- | ---------- | ---------- | ---- | ---- |
| 1946년 선거 | 핀란드의 대통령 | 7대  | 국민연합당 | 91.91%     | 159표      |            |            |            |            | 1위  |      |
| 1950년 선거 | 핀란드의 대통령 | 7대  | 국민연합당 | 57.00%     | 171표      |            |            |            |            | 1위  |      |
| 1956년 선거 | 핀란드의 대통령 | 8대  | 국민연합당 |            |            | 28.00%     | 84표       |            |            | 3위  | 낙선 |

## 같이 보기
- 파시키비-케코넨 원칙

## 참고 자료
- 이 문서에는 다음커뮤니케이션(현 카카오)에서 GFDL 또는 CC-SA 라이선스로 배포한 글로벌 세계대백과사전의 내용을 기초로 작성된 글이 포함되어 있습니다.

| 전임 칼 구스타프 에밀 만네르헤임 남작 | 제7대 핀란드 공화국대통령 1946년 3월 11일 – 1956년 3월 1일 | 후임 우르호 케코넨 |

| 전임 패르 에빈드 스빈후부드 (1918년) 마리 키비니에미 (1918년) | 제2대 핀란드의 총리 1918년 5월 17일 ~ 1918년 11월 27일 1944년 11월 17일 ~ 1946년 3월 9일 | 후임 라우리 잉그만 (1944년) 알렉산데르 스투브 (1946년) |